# فیجی در المپیک تابستانی ۲۰۱۶
فیجی در المپیک تابستانی ۲۰۱۶ در ریو دو ژانیرو برزیل از ۵ تا ۲۱ اوت ۲۰۱۶ برای چهاردهمین بار حضور پیدا کرد؛ که از سال ۱۹۵۶ به جز بازی‌های المپیک تابستانی ۱۹۶۴ در توکیو و ۱۹۸۰ المپیک تابستانی در مسکو به دلیل به تحریم به رهبری آمریکا می‌باشد.
فیجی اولین مدال تاریخ خود را در رشته راگبی برای اولین بار در این رشته کسب کرد.